# La Sortie du bain
La Sortie du bain est une huile sur toile de Joaquín Sorolla de 130 x 150,50 cm. Elle est datée, selon la signature, de 1915 et est conservée au Musée Sorolla de Madrid.

## Historique
Le tableau a été peint en juin 1915, à Valence, alors que le peintre se reposait de ses travaux pour l'Hispanic Society of America. Cette œuvre fait partie d'une série de toiles notables comme Fillette entrant dans l'eau de la même année. 
La sortie du bain à la plage est un thème récurrent dans l'œuvre de Sorolla qui a réalisé un grand nombre de toiles sur ce thème, parfois de même nom, et qui ont été très bien reçues par le public. Ce tableau a été exposé en des multiples occasions  :
- Exposition d'Art espagnol contemporain; Paris: 1919.
- Exposition Hommage à Sorolla; Madrid: Académie Royale des Beaux-Arts de San Fernando, 1924.
- Exposition de peinture espagnole; Royal Academy of Arts, 1920.

En 1929, à la mort de Sorolla, le tableau fait partie du legs du peintre à sa femme Clotilde. Il est actuellement conservé au Musée Sorolla, bien qu'il ait gardé son caractère itinérant et ait fait partie de nombreuses expositions récentes.

## Description du tableau
Au premier plan et occupant presque complètement la composition apparaît une femme presque de corps entier qui porte dans ses bras un enfant récemment sorti de l'eau et enveloppé dans une serviette blanche. En fond, la peinture est presque exclusivement occupée par la mer, en dehors d'une frange de ciel en haut et d'un morceau de plage en bas. Les tons bleu-blancs dominent. Ils ont été appliqués avec un coup de pinceau empâté, agile et léger qui nous évoque la lumière claire des matins de Valence.